# Turbanella hyalina
Turbanella hyalina is een buikharige uit de familie Turbanellidae. Het dier komt uit het geslacht Turbanella. Turbanella hyalina werd in 1853 voor het eerst wetenschappelijk beschreven door Schultze. 